# رابساني (لاريسا)
رابساني (Ραψάνη) هي مدينة في لاريسا في مقاطعة فوريا إلادا في اليونان.